# 无过错责任
無過失責任（英語：strict liability、liability without fault，字面乃「危險責任」之義）又稱嚴格責任，指在損害發生的情况下，即使不存在過失，也需要承擔損害賠償責任。在民法上，該原則與過失責任的概念相對立。

## 必要性
近代民法典为了保障个人活动的自由，原则上采用过错责任。但是，铁路、汽车、飞机等高速交通工具的发展，以及矿业、电气产业、石油化工等拥有危险设备或者排放有害物质的大企业的出现，产生了大量的受害者群体；同时，由于企业使用高度复杂的技术进行生产，所以要认定企业的过错存在技术上的难度。在这种情况下，如果坚持过错责任原则，事实上就是放弃了对受害者的救济。因此，超越过错责任、承认无过错责任的立法逐渐增加。

## 论据
作为无过错责任论的根据，学者主张报偿责任及危险责任的说法：前者指在获取利益的过程中给他人带来损害的人，必须从其利益中取出部分用以赔偿损失的观点；后者是指，制造某种危险的人必须赔偿由此带来的损失。但是，普遍认为，上述任何一种说法都不能全面说明使用无过错责任的所有情况。

## 适用领域
在特别法领域中，如雇佣者的事故补偿责任、矿难赔偿责任、核事故责任等方面适用无过错责任原则。另外，机动车驾驶责任虽然接近无过错责任，但实质上属于一种中间责任。此外，在公害方面，无过错责任主义的适用尚在探讨过程之中。

## 外部連接
- 無過失責任 （页面存档备份，存于）
- 嚴格責任 （页面存档备份，存于）